# Algodistrofia riflessa dell'anca
Per  algodistrofia riflessa dell'anca  in campo medico, si intende una forma di algodistrofia che interessa l'anca.

## Epidemiologia
L'epidemiologia non si manifesta ad un'età ben precisa, anche se nei bambini è meno frequente, questa forma è meno comune della sindrome spalla-mano.

## Sintomatologia
Fra i sintomi e i segni clinici ritroviamo dolore, i movimenti di rotazione e abduzione risultano alterati.

## Eziologia
Le cause non sono chiare, si mostra anche in assenza dei tipici traumi o infezioni. La stessa diagnosi risulta complicata.

### Prognosi
La prognosi cambia a seconda dei casi, spesso mostra caratteri di reversibilità ma altre volte peggiora fino al blocco completo dell'articolazione interessata (la coxo-femorale).